# Задержпром'я
Задержпром'я — історичний район Харкова, що був забудований багатоповерховими будинками напочатку XX століття переважно у 1930-х роках. Район сформований уздовж радіальних вулиць від вулиці Трінклера до Клочківського узвозу і від проспекту Незалежності до вулиці Культури.

## Історія району

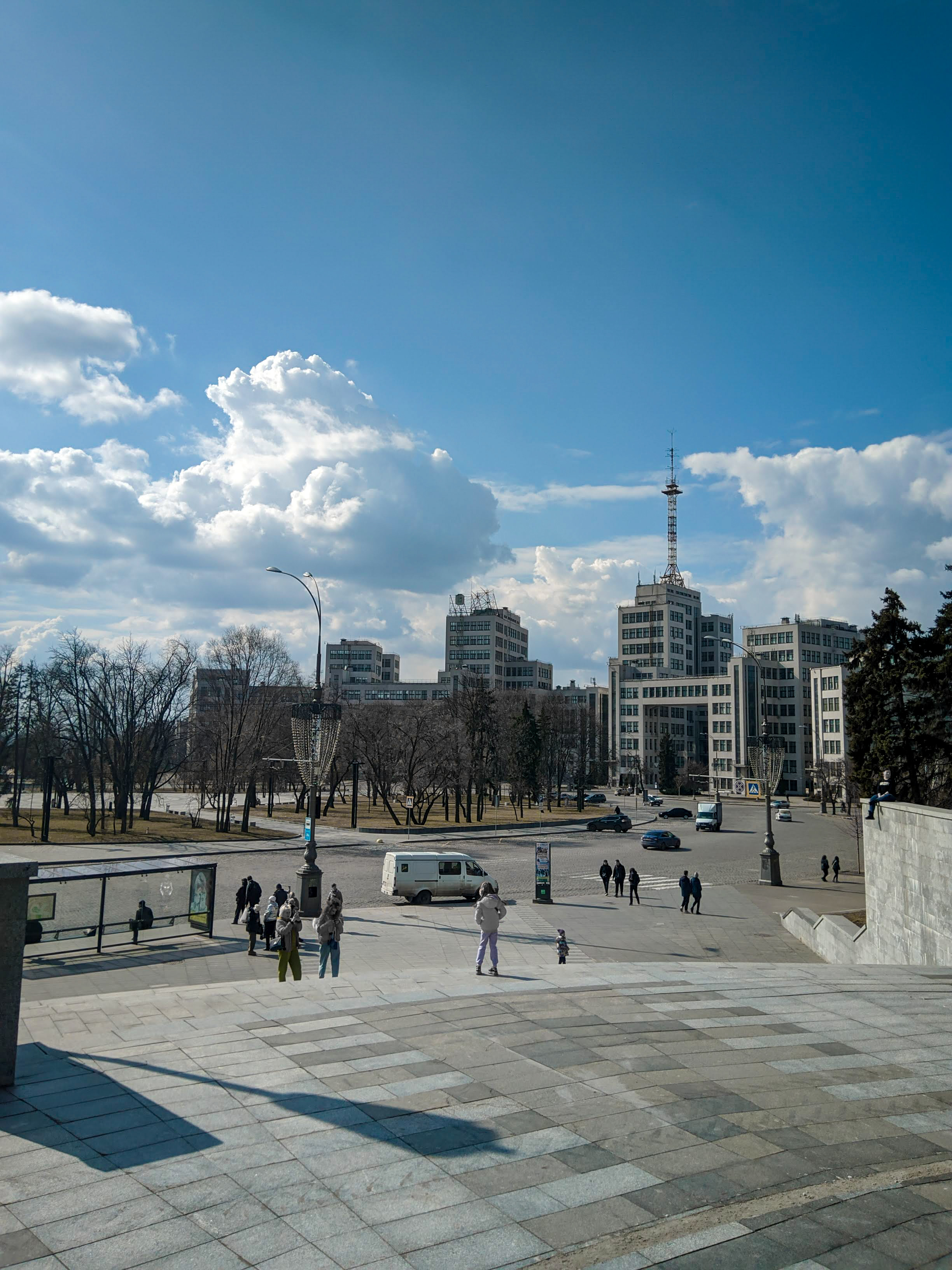
Держпром

Деякі вулиці району, наприклад, вулиця Культури, почали формуватися наприкінці XIX століття. Вони були забудовані одноповерховими приватними будинками. Після захоплення міста більшовиками, встановлення тут радянської влади й отримання містом статусу столиці, місць для розміщення державних установ не вистачало. Вони тимчасово займали житлові будинки в місті.
21 березня 1925 року на засіданні Української економічної ради було обговорено спорудження нової офісної будівлі для організацій, що керували промисловістю УСРР. Треба було швидко організувати будівництво, щоби підготовчі роботи розпочались уже в 1925 році. На конкурсі було представлено 19 робіт, а перемогла робота «Непроханий гість» інженера-будівельника Я. І. Кенського і професора Харківського технологічного інституту Олександра Молокіна.
Будівництво почалося в 1925 році, а завершилося за 3 роки в 1928. Будівля дістала назву «Будинок державної промисловості», а скорочено «Держпром».
Наприкінці 1920-х років починається будівництво декількох будинків за Держпромом. Новий район отримав назву «Задержпром'я». Споруджуються житлові будинки: «Табачник», «Дім Спеціалістів», «Червоний промисловець», «Червоний партизан», «Червоний хімік», «Воєнвід», «Червоний кравець» та інші. Формуються радіальні вулиці: Чичибабіна, Данилевського, Культури, проспект Незалежності.
Також відкриваються школи: 105 (тоді 116) та 131; дитсадки: 127 та «Сонечко».
Після Другої світової війни в районі будують декілька нових житлових будинків у стилі сталінського неокласицизму та головний корпус Харківського медичного університету.

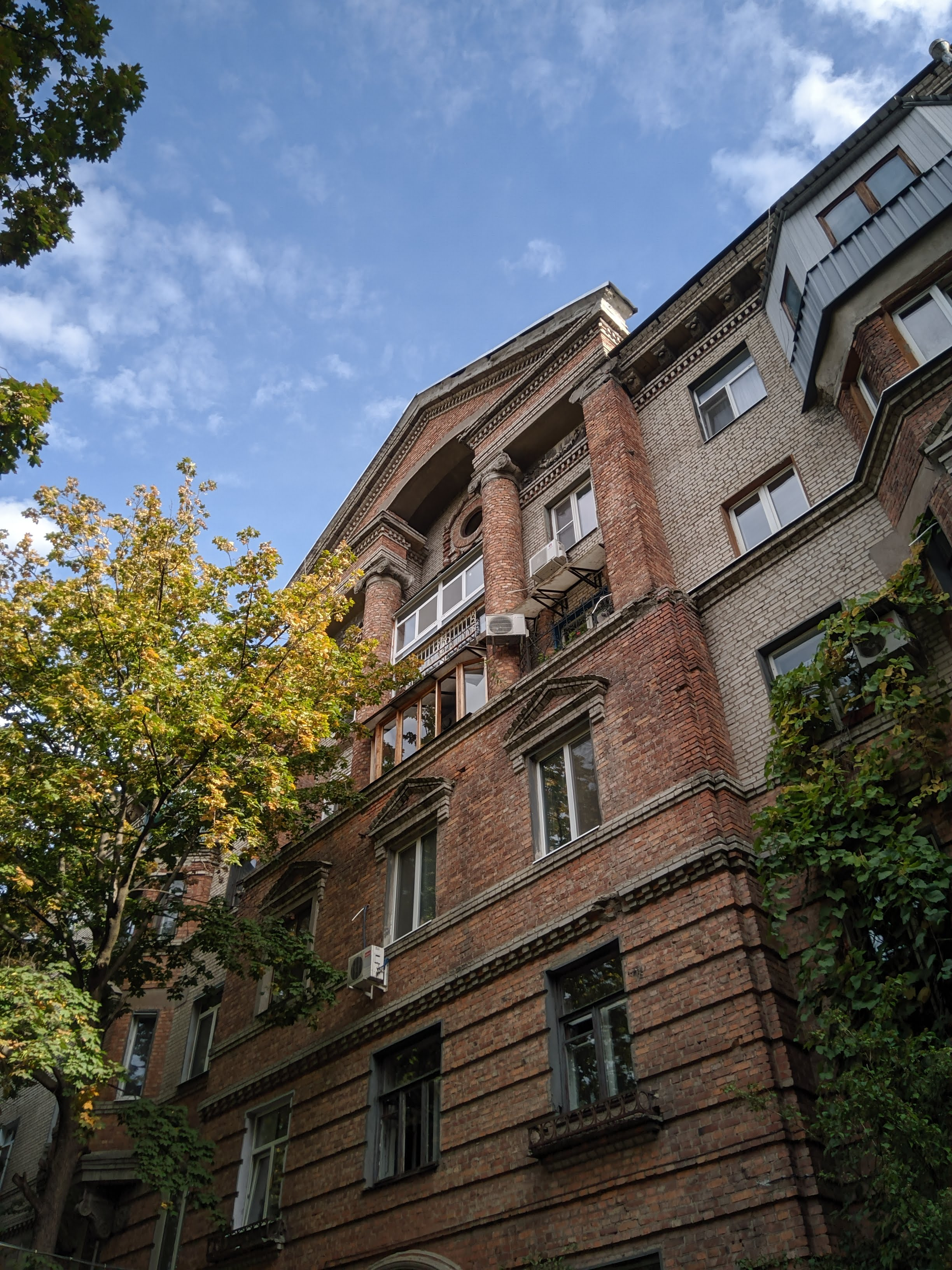
Будівля 1950-х років

На початку XXI століття зносять дві будівлі дитячого садку та будують там ЖК «Садова гірка», а на місці частини будинку на вул. Чичибабіна, 7 будується новий багатоквартирний будинок, який руйнує загальний вигляд району.
Після початку широкомасштабного вторгнення Росії в Україну район декілька разів обстрілювався російськими військовими. Серед інших постраждав будинок «Слово», будинок «Табачник», Держпром.

## Пам'ятки архітектури

### Будинок «Слово»
Будівля, спроєктована Михайлом Дашкевичем у будівельному товаристві «Укрпайбуд» в архітектурних формах, що займають проміжне місце між модерном і конструктивізмом. Розташована на вулиці Культури, 9. За формою вона нагадує букву «С» (Слово). У будинок заселяли українську інтелігенцію. У травні 1933 року — з арештом мешканця будинку Михайла Ялового починається хвиля репресій проти діячів української культури, що згодом отримує назву Розстріляне відродження. 21 серпня 2019 року Постановою Уряду України житловий будинок «Слово» було внесено до Державного реєстру нерухомих пам'яток України.

### Будинок «Воєнвід»
Житловий будинок Військового відомства («Воєнвід») знаходиться на вулиці Чичибабіна, 1. Він був побудований у 1937 р. за проєктом українського архітектора Петра Юхимовича Шпари та за консультації академіка Олексія Миколайовича Бекетова. Пам'ятка архітектури та містобудування місцевого значення № 571.

### Будинок «Червоний промисловець»
Розташований на проспекті Незалежності, 5. Побудований у 1930 році за проєктом архітектора С. М. Кравеця. Пам'ятка архітектури та містобудування місцевого значення № 40.

### Будинок «Табачник»
Розташований на проспекті Незалежності, 1. Будувався з 1927—1931 роки за проєктом архітектора Олександра Захаровича Когана. Пам'ятка архітектури та містобудування місцевого значення № 31.

### Житловий будинок із магазином і банк
Будинок на вулиці Данилевського, 19 побудований у 1953 році. Пам'ятка архітектури та містобудування місцевого значення № 29.

### Головний корпусмедичного університету
Будівництво будівлі на проспекті Науки, 4 розпочато до війни, а завершено в 1952 році. Авторами будівлі були архітектори Г. Орєхова та П. Арєшкін. Будівля збудована в стилі радянського неокласицизму і є пам'яткою архітектури та містобудування місцевого значення № 37.

### Харківський апеляційний господарський суд
Будівлю клініки нервових хвороб було збудовано у 1911—1912 роках за проєктом архітектора В. В. Величко. Зараз у ньому знаходиться суд. Пам'ятка архітектури та містобудування місцевого значення № 598.

### Будівлі обласної клінічної лікарні
Будинки за адресами проспект Незалежності 11 та 13 є пам'ятками архітектури (5 будівель). Вони побудовані наприкінці 19 — на початку 20 століття.

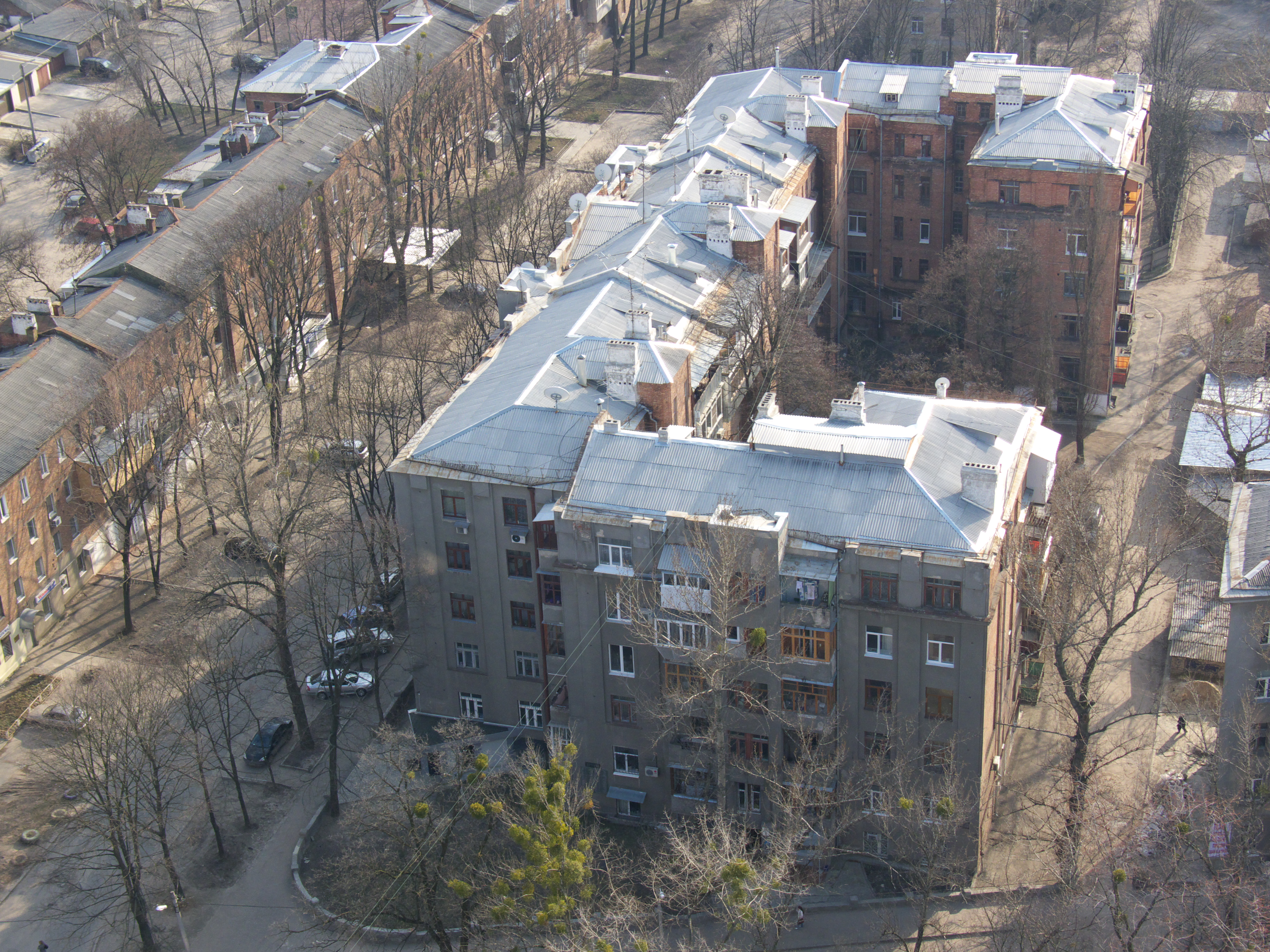
Будинок «Слово»
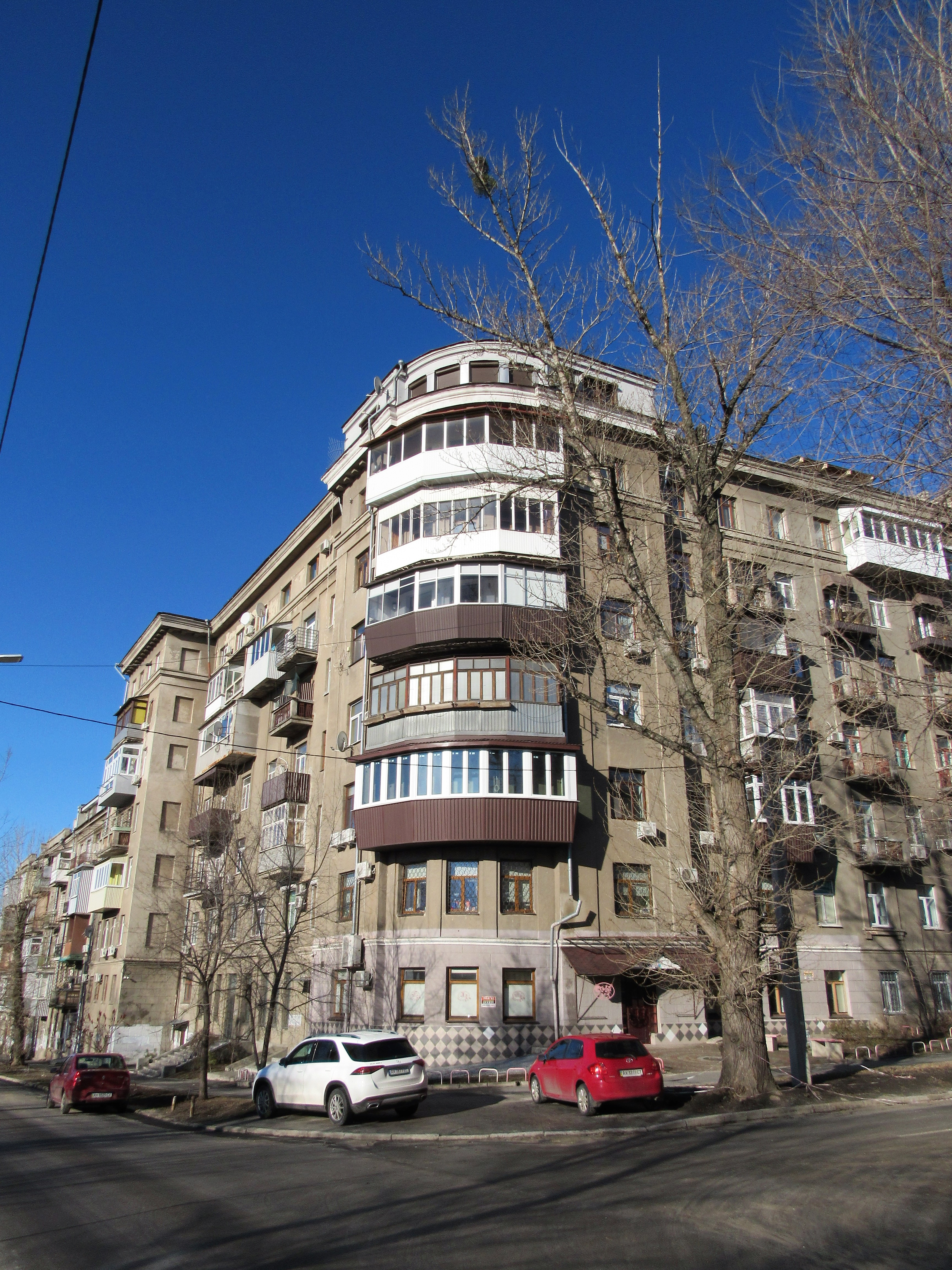
Будинок «Воєнвід»
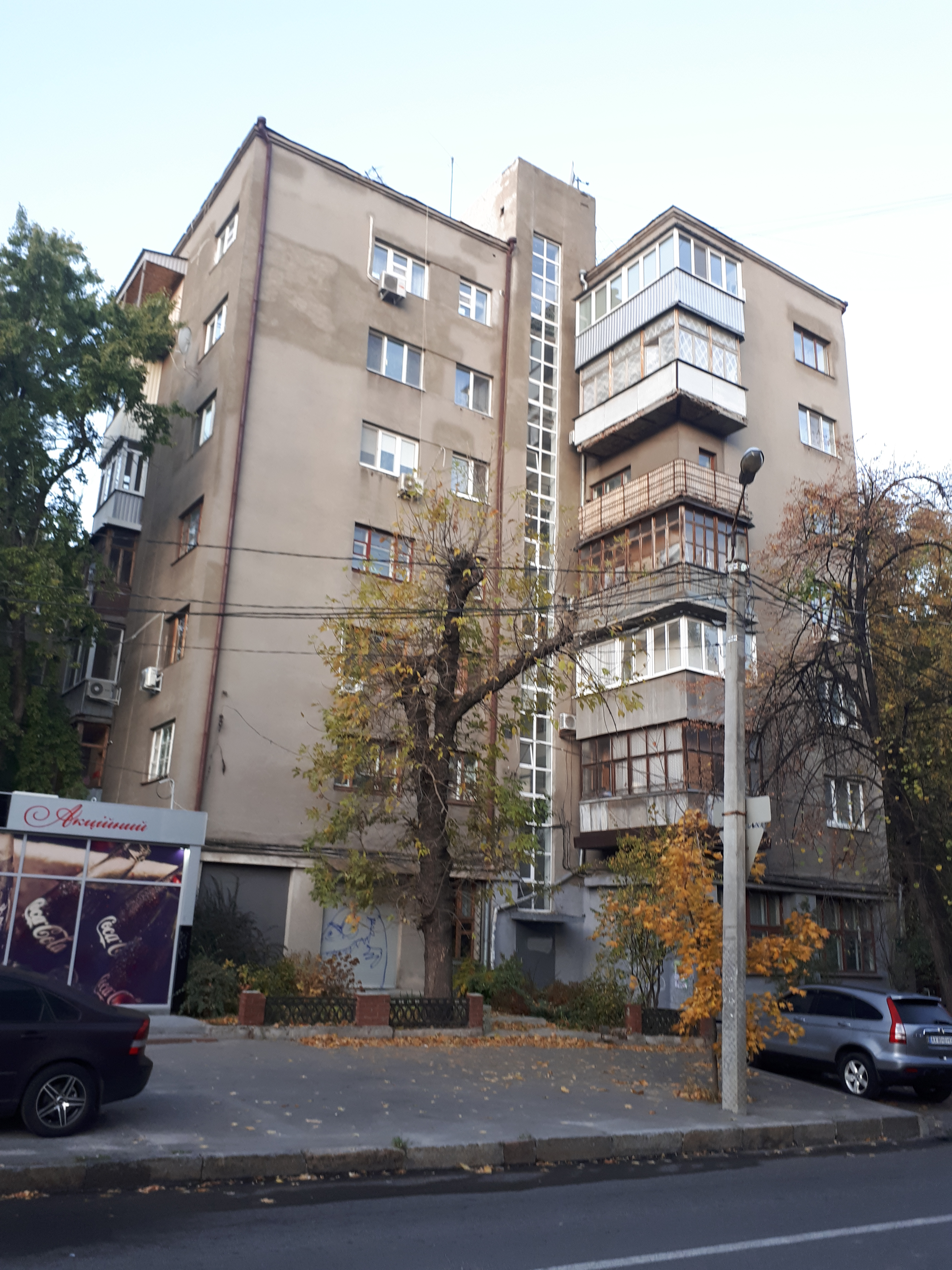
Жилий будинок «Червоний промисловець»
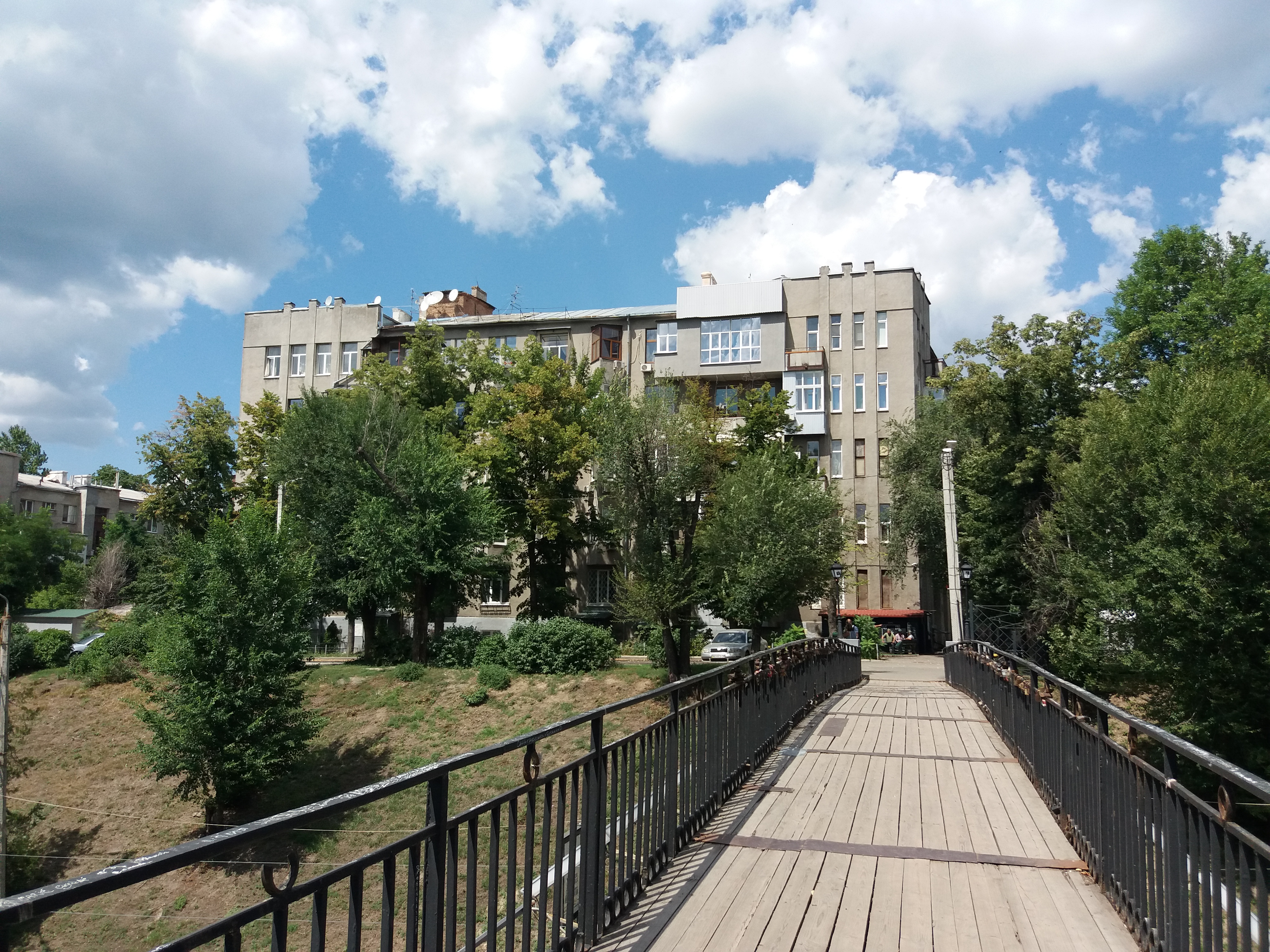
Будинок «Табачник»
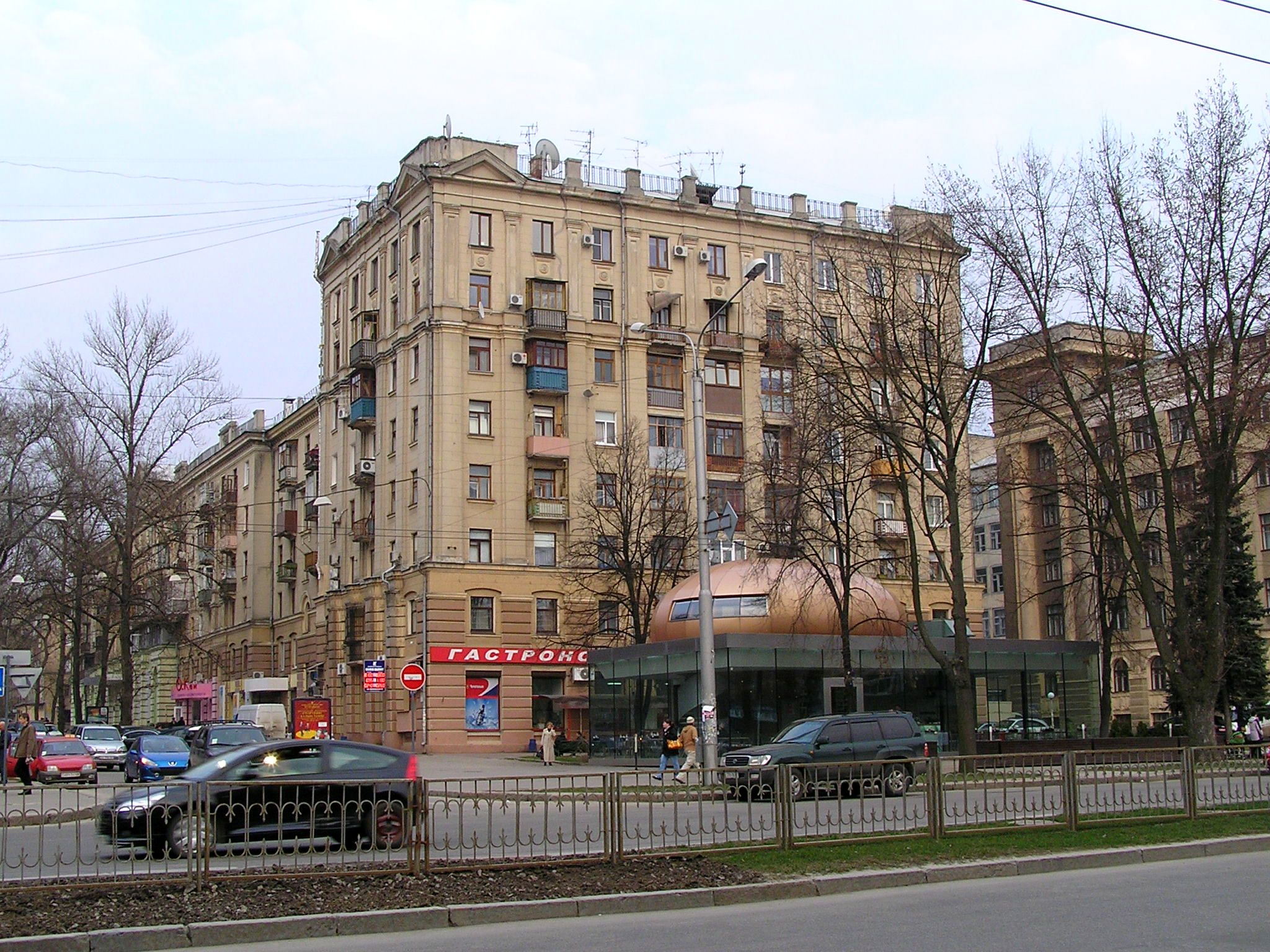
Житловий будинок із магазином
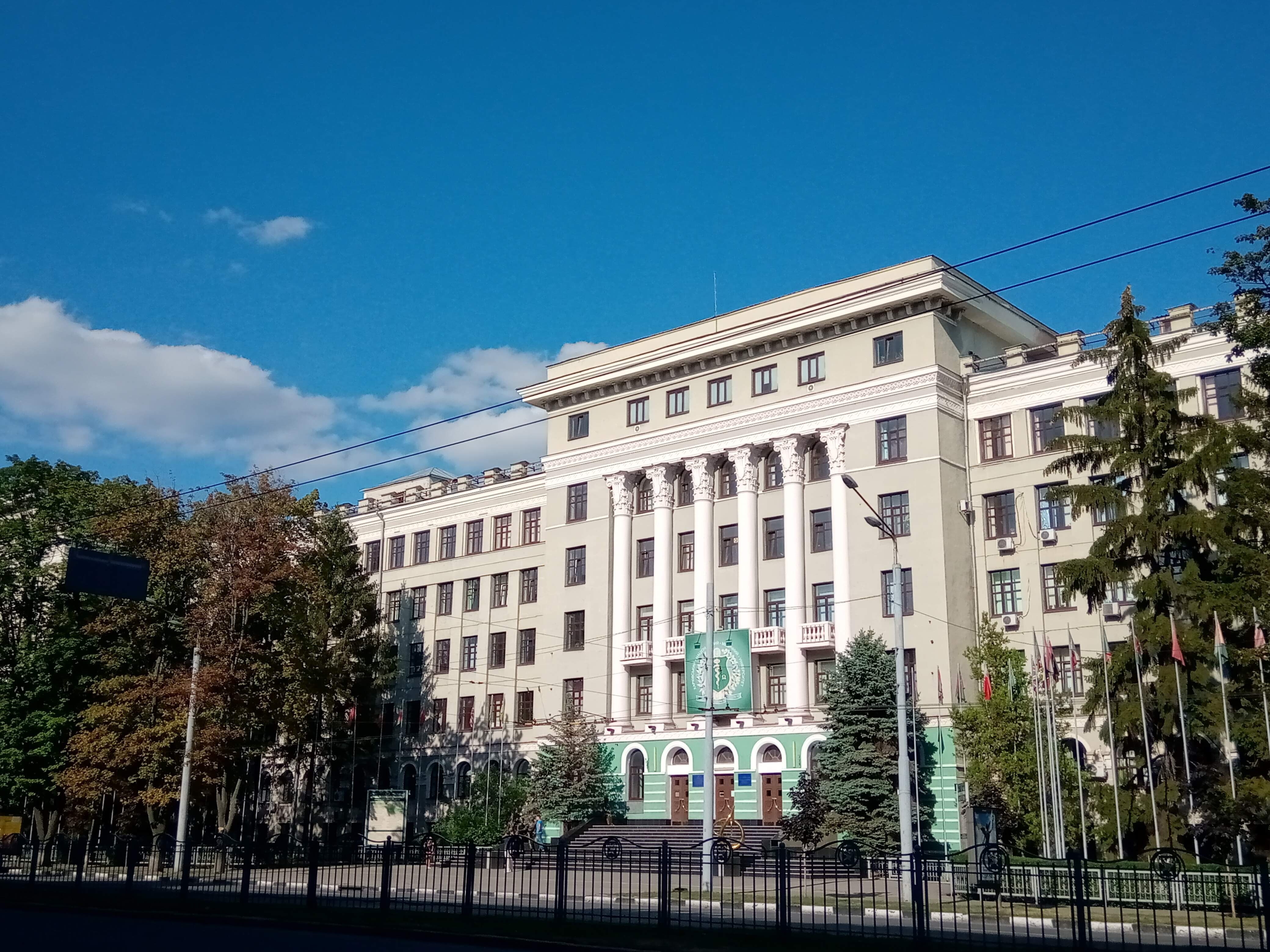
Харківський медичний університет
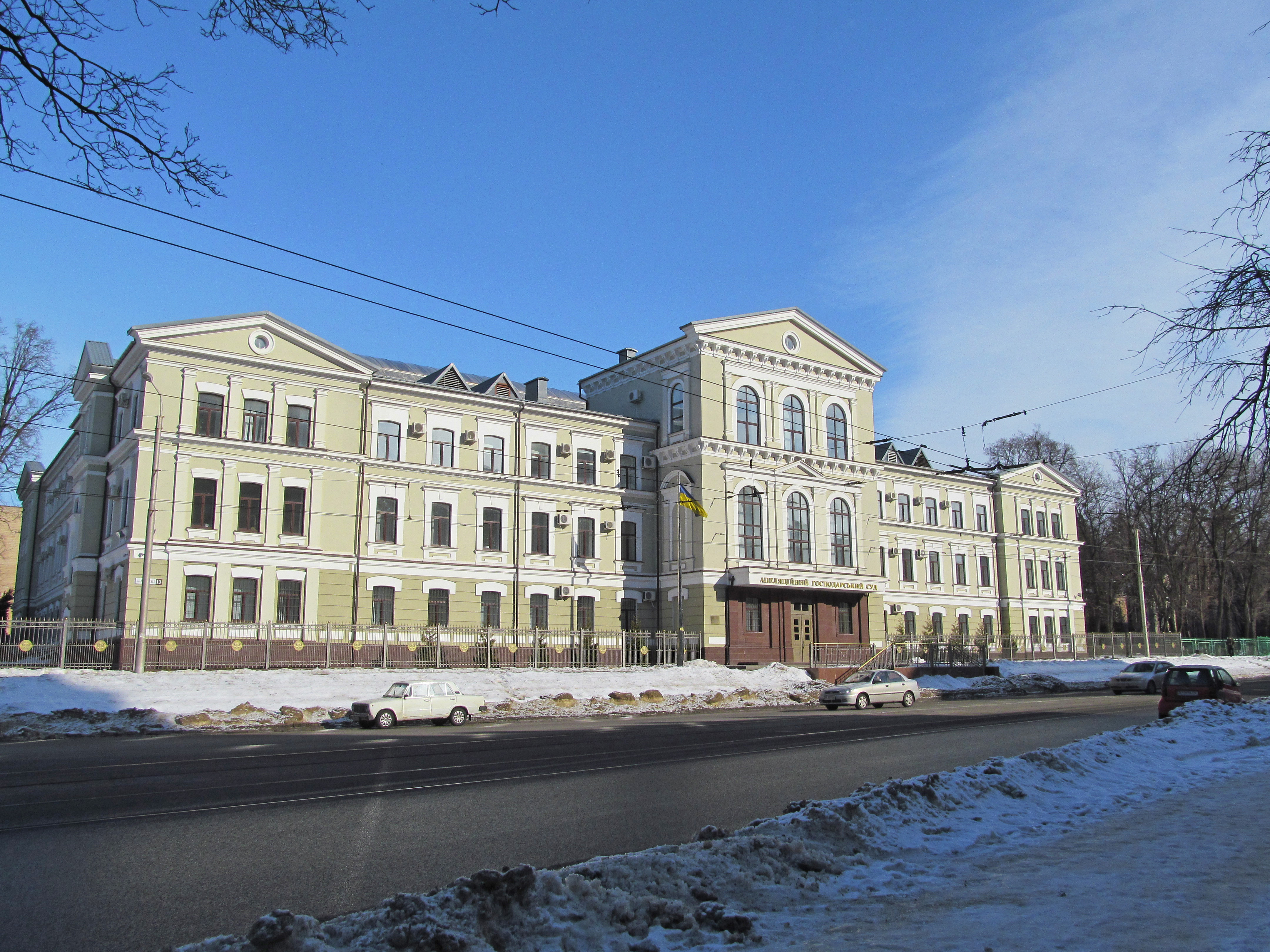
Харківський апеляційний господарський суд
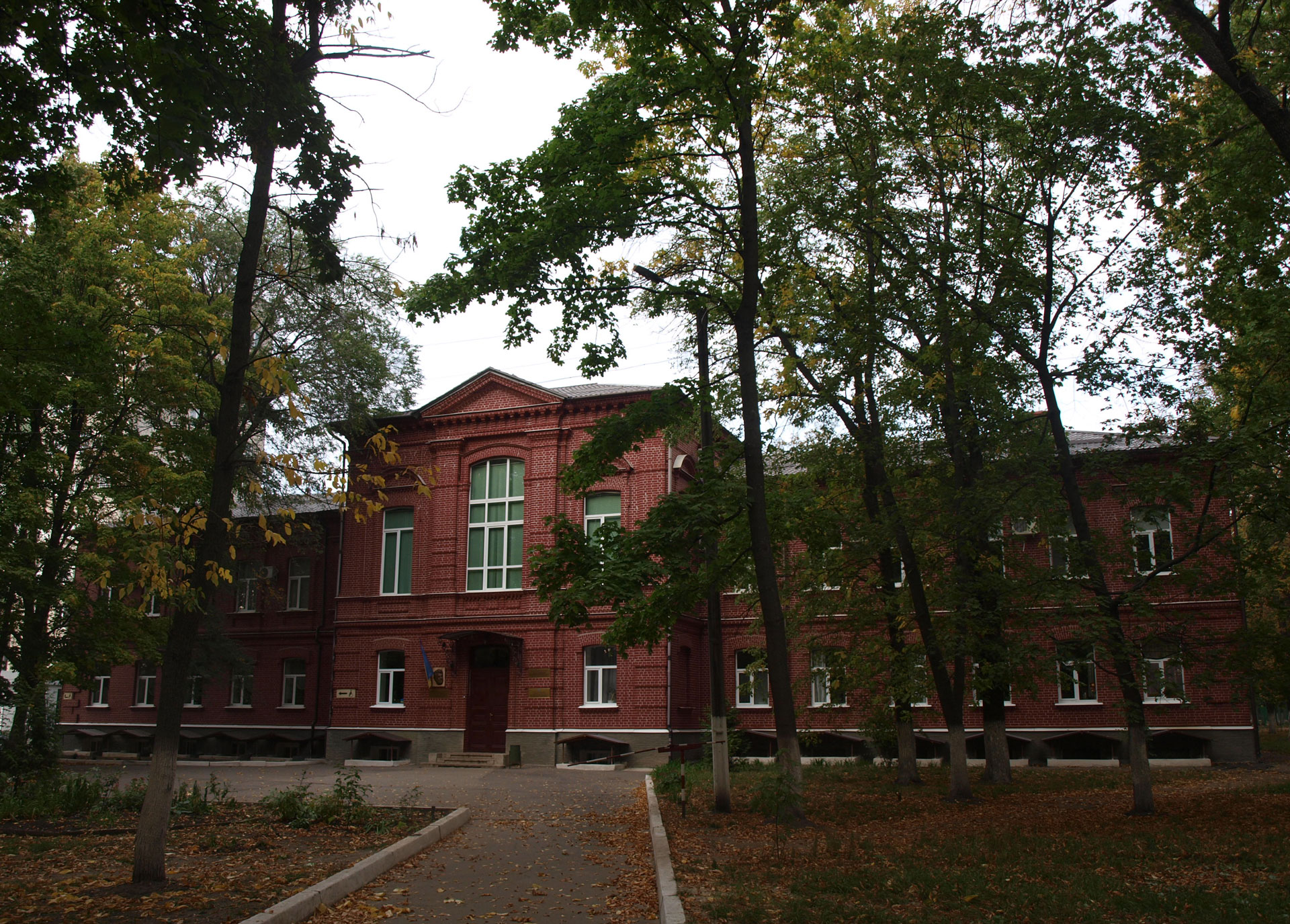
Одна з будівель обласної клінічної лікарні
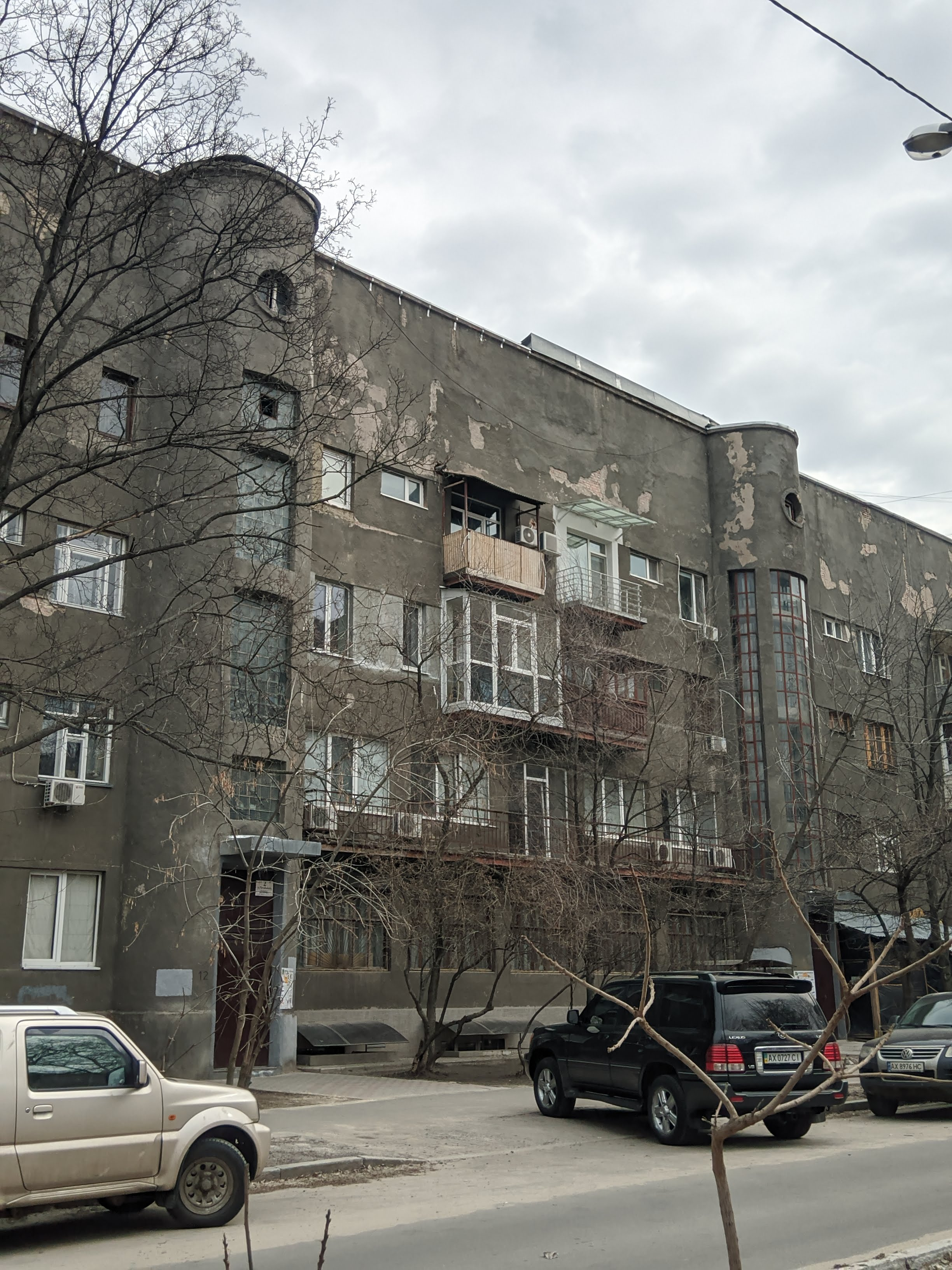
Вулиця Бориса Чичибабіна, 2
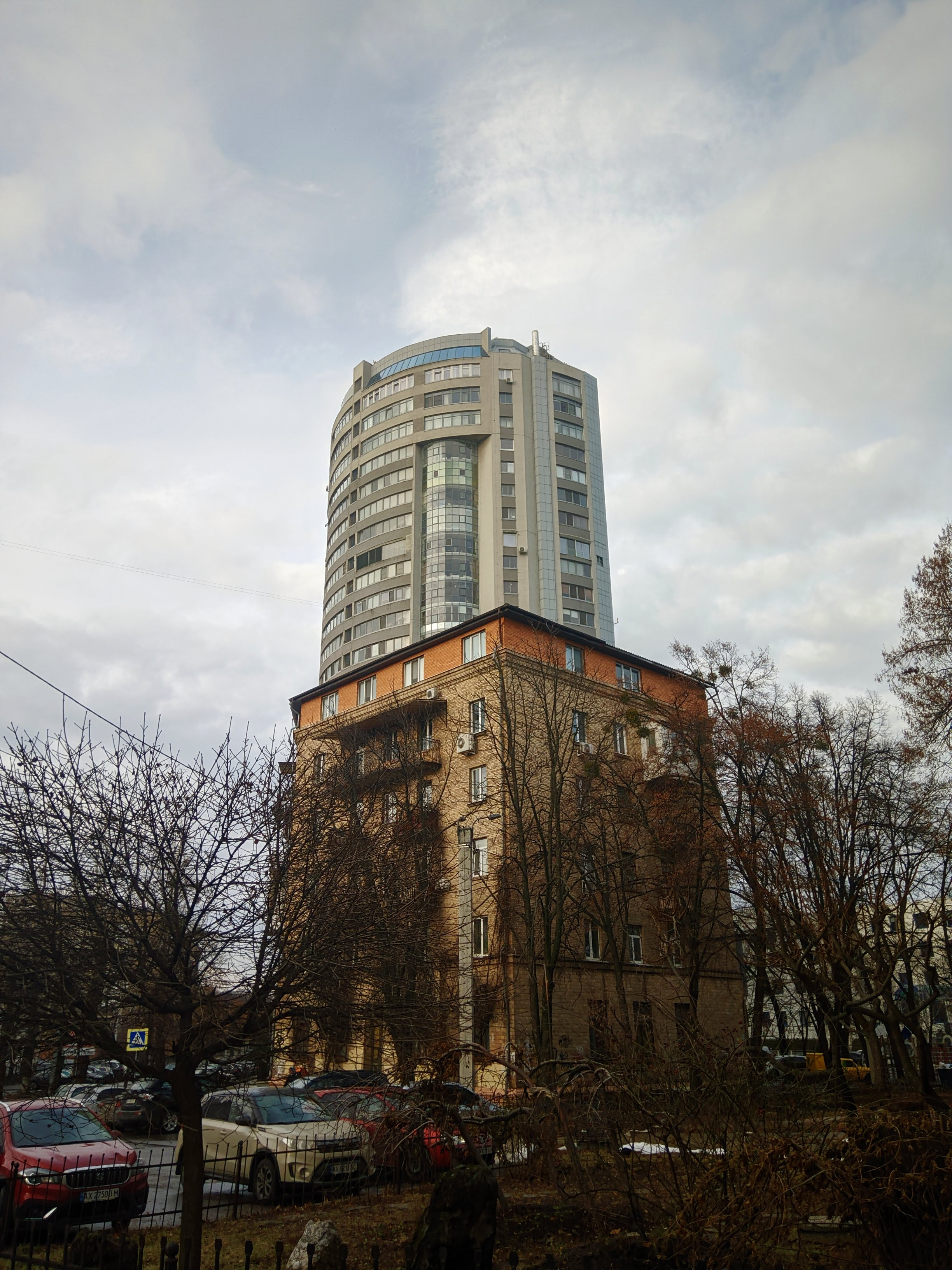
Будинок Художників

## Пам'ятники
- Пам'ятник засновникам Харкова
- Братська могила жертв нацизму
- Скульптурні композиції вух, левів тощо в сквері на вулиці Данилевського

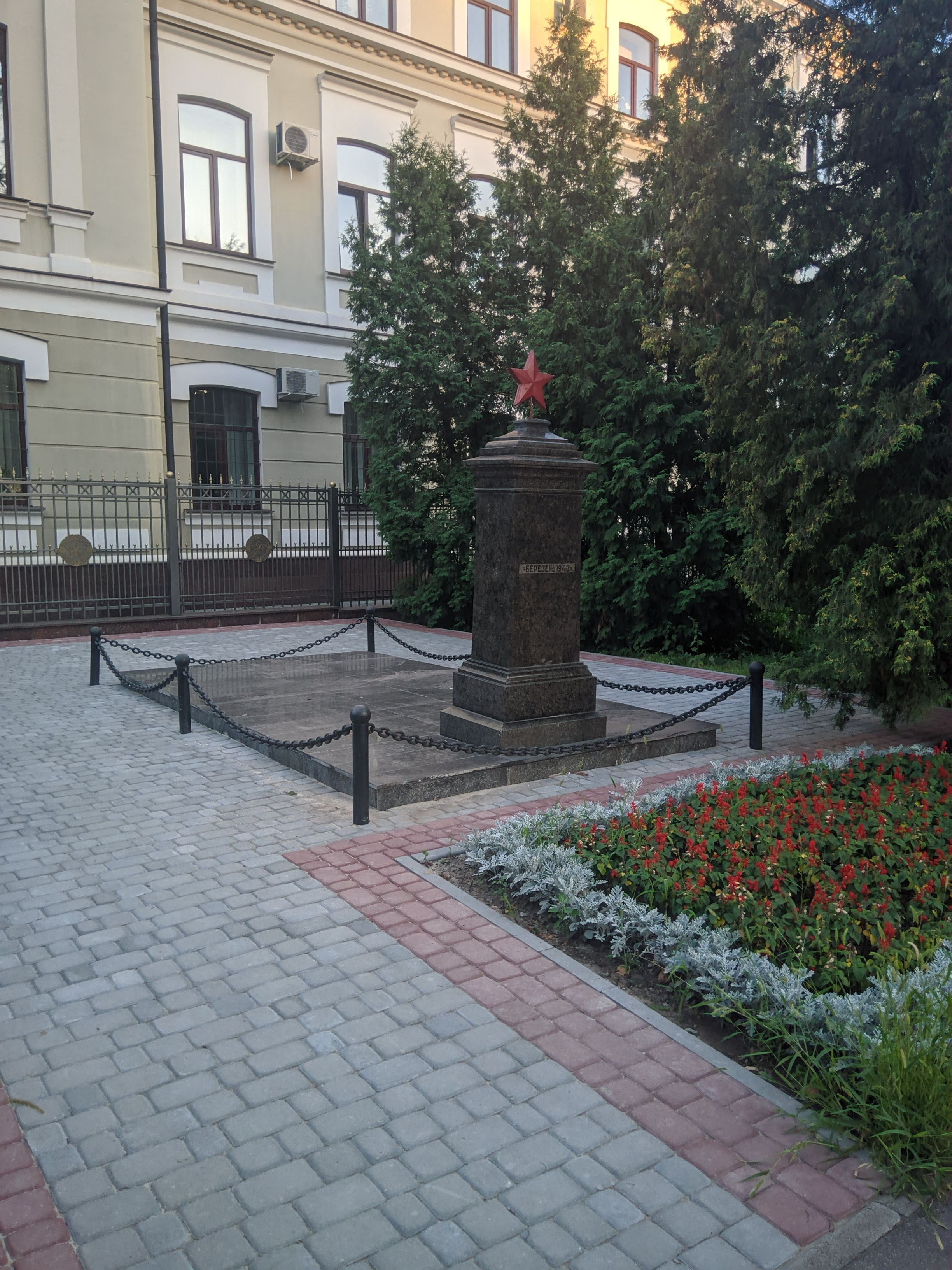
Братська могила жертв нацизму

## Освіта
- Харківський ліцей № 105
- Харківська загальноосвітня школа І-ІІІ ступенів № 131
- Дитячий садок № 127
- Харківський національний медичний університет

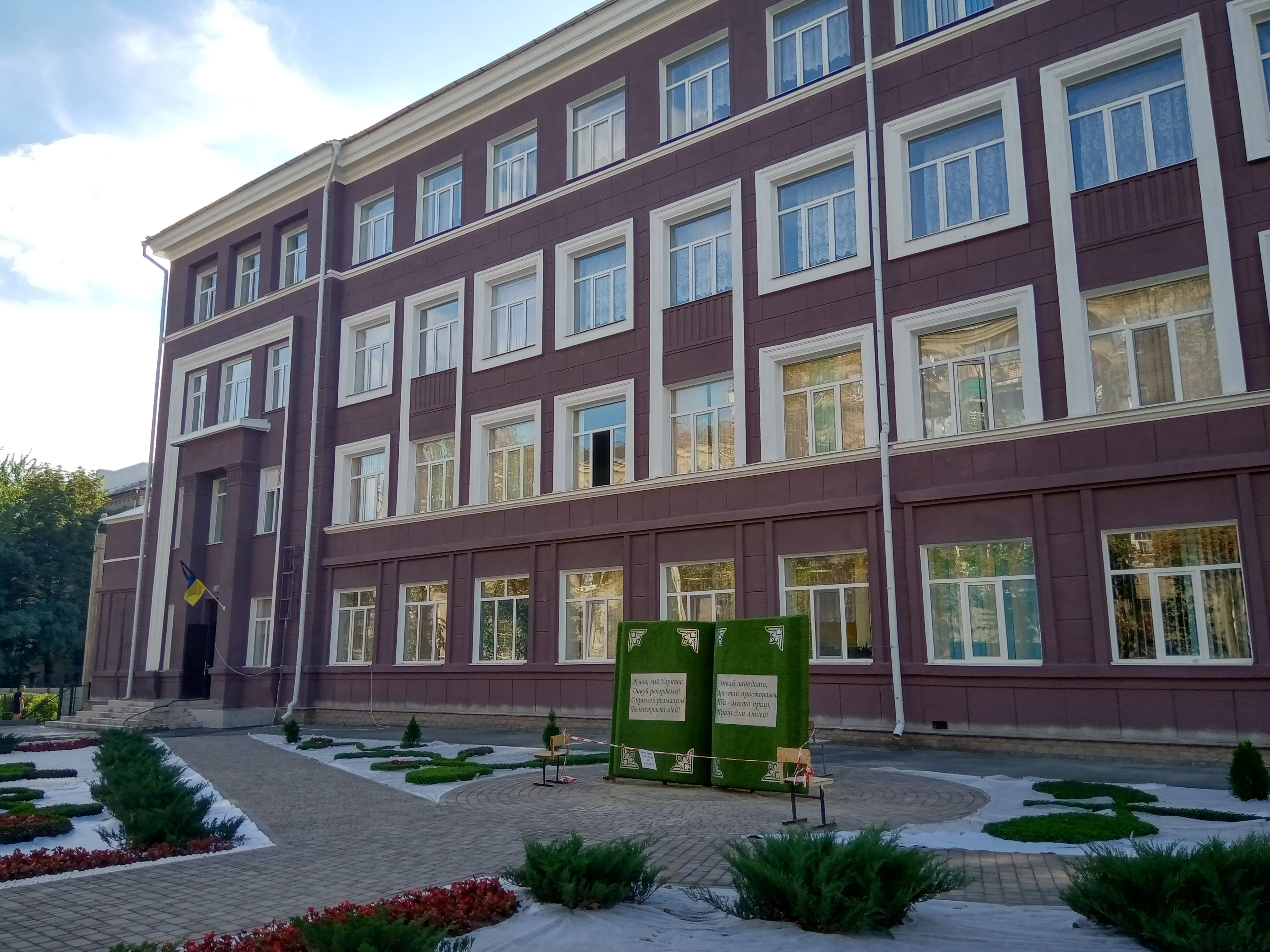
Ліцей №105
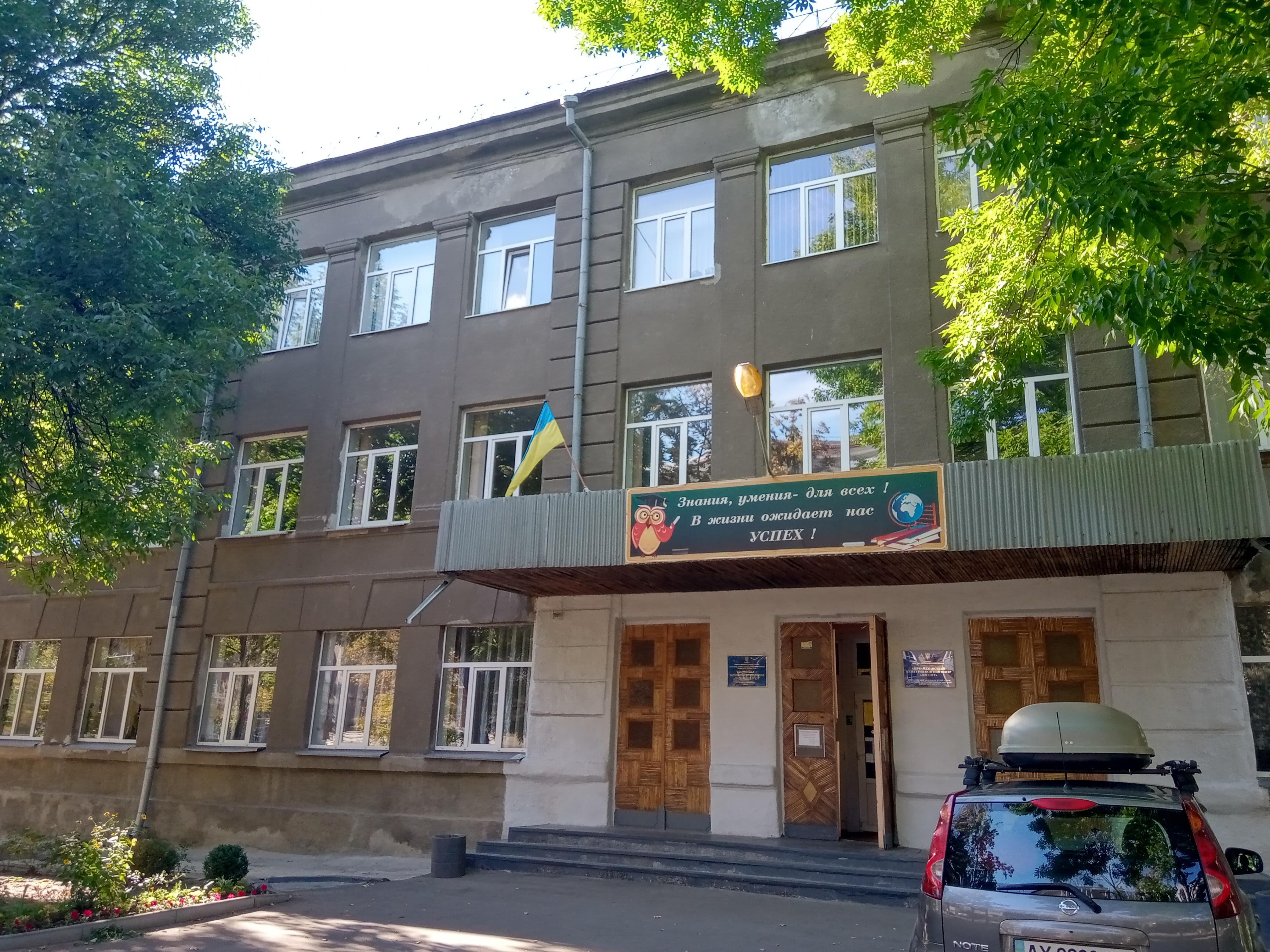
Школа №131
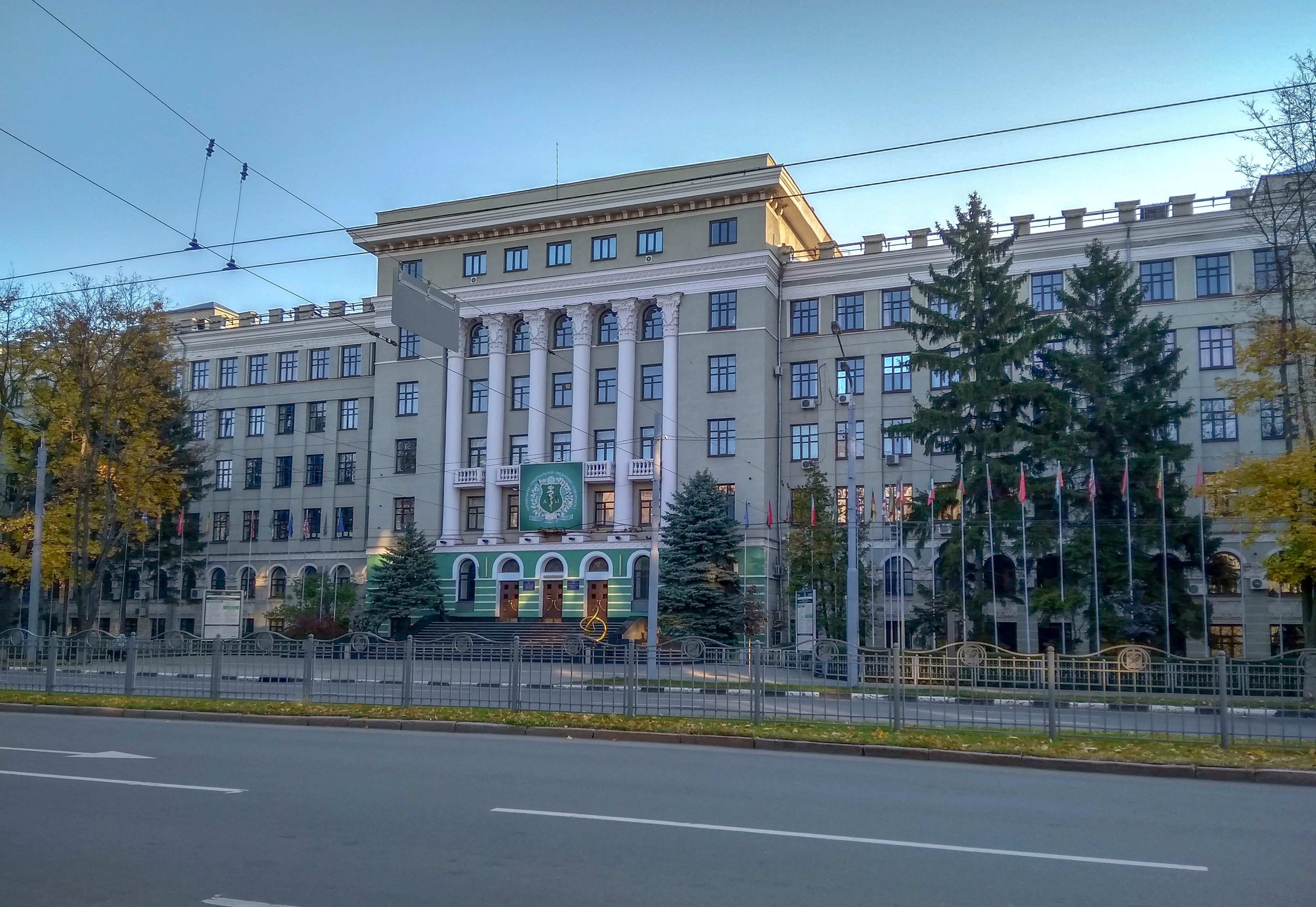
Медичний університет